# Clavihedbergella
Clavihedbergella es un género de foraminífero planctónico de la Subfamilia Ticinellinae, de la Familia Rotaliporidae, de la Superfamilia Rotaliporoidea, del Suborden Globigerinina y del Orden Globigerinida. Su especie tipo es Hastigerinella subcretacea. Su rango cronoestratigráfico abarca desde el Aptiense (Cretácico inferior) hasta el Coniaciense (Cretácico superior).

## Descripción
Clavihedbergella incluía especies con conchas trocoespiraladas, de forma digitada comprimida; sus cámaras eran inicialmente globulares, después ovaladas alargadas radialmente a claviformes; sus suturas intercamerales eran rectas o ligeramente curvas e incididas; su contorno era fuertemente lobulado y digitado; su periferia era redondeada, con banda imperforada en las cámaras globulares iniciales; su ombligo era estrecho; su abertura era interiomarginal, umbilical-extraumbilical, con forma de arco asimétrico amplio y alto, y rodeada con un estrecho pórtico; parte de las sucesivas aberturas podían permanecer como relictas en el área umbilical; presentaba pared calcítica hialina, densamente perforada, y de superficie lisa a punteada.

## Discusión
Algunos autores han considerado Clavihedbergella un sinónimo subjetivo posterior de Hedbergella. Clasificaciones posteriores han incluido Clavihedbergella en la familia Hedbergellidae de la superfamilia Globigerinoidea.

## Paleoecología
Clavihedbergella incluía especies con un modo de vida planctónico, de distribución latitudinal tropical a templada, y habitantes pelágicos de aguas preferentemente superficiales (medio nerítico externo y epipelágico), hasta intermedias y profundas (mesopelágico y batipelágico superior).

## Clasificación
Clavihedbergella incluye a las siguientes especies:
- Clavihedbergella moremani †
- Clavihedbergella subcretacea †

Otras especies consideradas en Clavihedbergella son:
- Clavihedbergella bizonae †
- Clavihedbergella bollii †
- Clavihedbergella eocretacea †
- Clavihedbergella globulifera †
- Clavihedbergella kuhryi †
- Clavihedbergella primare †
- Clavihedbergella sigali †
- Clavihedbergella simplex †
- Clavihedbergella tuschepsensis †